# Concerto pour hautbois de John Williams
 (avril 2024).
Si vous disposez d'ouvrages ou d'articles de référence ou si vous connaissez des sites web de qualité traitant du thème abordé ici, merci de compléter l'article en donnant les références utiles à sa vérifiabilité et en les liant à la section « Notes et références ».
Pour les articles homonymes, voir Concerto pour hautbois (homonymie).
Le Concerto pour hautbois est le douzième concerto du compositeur américain John Williams. Il a été composé entre 2010 et 2011 et a été créé le 25 mai 2011 au Symphony Hall à Boston. C'est l'un des concertos les plus connus du compositeur.

## Composition
Comme à son habitude, John Williams compose son œuvre pour un musicien particulier, souvent membre de l'orchestre symphonique de Boston, dont il a été le chef d'orchestre de 1980 à 1993. Il dédie donc ce concerto à Keisuke Wakao, hautbois solo de l'orchestre, qu'il admire pour son jeu qu'il considère comme particulièrement raffiné.

## Orchestration
| Nomenclature du Concerto pour hautbois                               |
| Cordes                                                               |
| Premiers violons, seconds violons, altos, violoncelles, contrebasses |

## Style
Le concerto est de forme classique, avec le schéma en trois mouvements (vif-lent-vif). John Williams change radicalement de style pour ce concerto, qui est à la fois plus simple et plus complexe. L'orchestre est réduit au strict minimum (les registres de cordes), si bien que John Williams ne peut pas se focaliser sur sa qualité principale, l'orchestration. Il abandonne les harmonies chargées pour construire un dialogue élégant entre les cordes et le soliste, dans un style très épuré, presque classique, mais d'une grande complexité mélodique et rythmique. Le concerto demande une très grande maitrise technique au soliste, en particulier dans les mouvements rapides, tout en nécessitant une grande sensibilité. 

## Analyse
Premier mouvement
- Prélude

Deuxième mouvement
- Pastorale

Troisième mouvement
- Commedia